# Dia Internacional de l'Hamburguesa
El Dia Internacional de l'Hamburguesa, també anomenat Dia Mundial de l'Hamburguesa o simplement Dia de l'Hamburguesa, és la commemoració anual de l'entrepà d'hamburguesa arreu del món el 28 de maig.
El seu origen és discutit, igual que el de la menja en si. S'especula que la tria del dia ve del fet que Louis Lassen, un immigrant alemany als Estats Units, va servir la primera hamburguesa amb els ingredients que modernament li són atribuïts (carn, tomàquet, formatge i dues llesques de pa) el 28 de maig de 1990.
Les activitats realitzades per la diada inclouen la compra i venda de l'aliment —a vegades amb preu reduït—, la divulgació de les seves propietats saludables, la difusió de receptes per a fer-ne de qualitat, i també la recomanació d'hamburgueseries.